# Antoniana Margarita
Antoniana Margarita, cuyo título completo es Antoniana Margarita: opus nempe physicis, medicis ac theologis non minus vtile quam necessarium, es un ensayo filosófico escrito por el médico español Gómez Pereira y publicado en 1554.
Ha sido reeditado numerosas veces, sin embargo no fue traducido del latín al español hasta el año 2000, con motivo del quinto centenario del nacimiento de su autor, en una edición facsimilar y bilingüe; en 2019 ha sido traducido al inglés. Está dedicada a su maestro Juan Martínez Silíceo y, a su vez, el título es un homenaje a sus padres, Antonio y Margarita; aunque en el subtítulo intenta explicar el contenido del libro: «una obra tan útil como necesaria a médicos, físicos y teólogos» (Opus nempe physicis, medicis ac theologis, non minus vtile quam neccessarium). Es un tratado muy difícil de leer, pues carece de capítulos o apartados; según parece, al ser un cristiano nuevo y exponer ideas que parten del empirismo, hasta llegar a rozar el materialismo, Gómez Pereira quiso esconder un poco sus razonamientos, dado que, la sociedad y el estado en el que vivía (Castilla en el siglo XVI, el concilio de Trento ya iniciado...), podrían rechazarlos y no se atrevió a desarrollarlos hasta sus últimas consecuencias.
Es un tratado de filosofía en el que aborda tres temas fundamentales: el «automatismo de las bestias», la «teoría del conocimiento humano» y la «inmortalidad del alma».

## El automatismo de las bestias
Partiendo del espiritualismo neoplatónico, por medio de pruebas empíricas con seres humanos y animales fue discurriendo hasta llegar a conclusiones que se adelantan al materialismo y al mecanicismo modernos (además de despreciar el maltrato a los animales). El paradigma de Gómez Pereira es típico del humanismo cristiano del Renacimiento, negando que los animales sean iguales a los seres humanos, por más que tengan cierto parecido. Las semejanzas se reducen a que ambos tienen un cuerpo con cinco sentidos, pero en el caso de los animales, los sentidos no conducen al conocimiento, sino que provocan reacciones automáticas. Como mucho a los animales les reconoce la capacidad de actuar por impulsos internos (soma); por estímulos externos (specie y phantasma), incluso de tener cierta capacidad de aprendizaje no consciente (memoria). A pesar de todo, niega a los animales la capacidad del auténtico conocimiento: «bruta sensu carent».
La idea tuvo muchos seguidores, pues, como indica el propio autor, si los animales sintiesen como los humanos, no habría nada que los diferenciase, y si los seres humanos y los animales son iguales, es que los animales también pueden conocer los universales y eso sería «absurdo e impío». Pero también tuvo detractores, algunos de ellos muy cercano, como ocurre con el médico Francisco de Sosa, que publicó en 1556, también en Medina del Campo, su obra Endecálogo contra Antoniana Margarita, en el cual se tratan muchas y muy delicadas razones, y autoridades con que se prueba, que los brutos sienten y por sí se mueven.

## La teoría del conocimiento humano
La negación de la capacidad cognoscitiva de los animales no es gratuita en Gómez Pereira pues tiene relación con la verdadera esencia del ser humano. En este sentido, las ideas del filósofo se oponen radicalmente a la escolástica medieval. Defiende que la vía del conocimiento son los órganos sensoriales, como en los animales, pero solo el alma humana, su espíritu, es capaz de convertir la información que aportan los sentidos en auténtico pensamiento. Ésta es una de las cualidades del alma, «la capacidad de extraer de las sensaciones físicas la substancia de las cosas» —los universales—, por medio de la abstracción. Pero, Gómez Pereira considera que la sensación y la intelección van unidas, de tal forma que en el ser humano son una misma cosa, identifica la facultad de sentir con la cualidad de pensar: «si siente, entiende», al igual que ocurre con el pensamiento y el lenguaje en el ser humano que van unidos siguiendo un mismo camino.

## La inmortalidad del alma
El conocimiento sería, pues, una facultad esencial del alma, es más, el ser humano tiene un «alma consciente de sí misma», que existe gracias al pensamiento que desarrolla. Y, hay en su libro una frase que, sin duda, sorprenderá a aquellos que no conocen a este filósofo, por razones muy obvias: «Nosco me aliquid noscere, et quidquid noscit, est, ergo ego sum»: «Conozco que yo conozco algo, todo el que conoce existe, luego yo existo».
Aunque Gómez Pereira reconoce que los animales tienen alma, ésta moriría con ellos; en cambio el alma humana es autosuficiente en su existencia, y es inmortal. Para ello aporta tres pruebas que hasta el momento, según él, no habían sido descubiertas: En primer lugar, el alma humana es capaz de conocer independientemente del cuerpo, gracias a su conciencia (ya que el sentir y el pensar son actos intrínsecos de la propia alma), por eso, es capaz de existir aunque el cuerpo muera. En segundo lugar, el alma humana no cambia a pesar de que el cuerpo envejezca o enferme, es decir, su esencia no es afectada por factores extrínsecos. En tercer lugar, está el anhelo de todo ser humano por conseguir la felicidad, lo que unido al deseo de conocer el futuro y las consecuencias de nuestros actos, son las razones que nos incitan a hacer el bien, pues las obras malas conducen al castigo y al infortunio.

## LaAntoniana Margaritay Descartes
Desde que René Descartes editó su Discurso del método en el año 1637, la originalidad de muchos de sus razonamientos fue puesta en duda e incluso se llegó a decir que había plagiado a Gómez Pereira, pues el filósofo español había sido estudiado por numerosos intelectuales de prestigio durante los siglos XVI y XVII. El primero en sugerir la excesiva coincidencia con los escritos del español fue Pierre Daniel Huet, primero seguidor y después opositor a la filosofía cartesiana. El mismo Descartes se vio obligado a defenderse de tales acusaciones, según se deduce de una carta que le escribió en 1641 a su amigo, el padre Marin Mersenne:

...no he visto Antoniana Margarita ni creo tener gran necesidad de verla, no más que las Tesis de Lovaina o el libro de Hansenius, pero me agradaría saber dónde se imprimió para poder encontrarla si la necesitase.

Muchos estudiosos del siglo XVII y XVIII se pusieron de parte de Descartes, menospreciando el trabajo de Gómez Pereira, entre ellos destacamos a Pierre Bayle (a pesar de que reconoce la semejanza entre ambos) o a los enciclopedistas Diderot y D'Alembert, quienes dicen:

Descartes es el primer filósofo que se atrevió a tratar a las bestias como puras máquinas: pues, Gómez Pereira, que lo dijo algún tiempo antes que él, (...) cayó en esta hipótesis por puro azar...

Sin embargo, muchos otros han defendido la tesis contraria, aún aceptando que Descartes no hubiese leído la obra de Pereira, sostienen que la conocería por referencias, sobre todo a través de otro médico y filósofo español, Francisco Vallés, a quien sí leía en francés. Entre los que acusan a Descartes de usurpación destacan también Isaac Cardoso y Voltaire. Se basan en las enormes semejanzas que hay entre ambos en algunas cuestiones esenciales:
1. el método en ambos es empírico, aunque en Descartes es apriorístico y deductivo y en Pereira es aposteriorístico e inductivo;
2. los animales tienen alma para ambos, y en ambos casos se trata de un alma material, limitada y mortal;
3. el automatismo de las bestias es otra coincidencia; para Descartes los animales tienen cuerpo, espíritu y memoria, mientras que Pereira dice lo mismo pero con otros términos: estructura interna o soma, estímulos externos o phantasmae y enseñanza o memoria;
4. el silogismo básico es sorprendentemente parecido en ambos, el «Cogito, ergo sum» (« Je pense, donc je suis ») de Descartes se ve precedido por el «Quidquid noscit, est, ergo ego sum» de Pereira.

Es posible que no hubiese relación directa entre ambos, pero indirectamente es innegable que Pereira influyó decisivamente en Descartes.